# 대풍 (연호)
대풍(大豊, 820년 ~ 823년)은 남조(南詔) 정왕(靖王) 권리성(勸利晟)의 두번째 연호이다.

## 연대 대조표
| 전의       | 원년       | 2년        | 3년        | 4년        |
| 서기(西紀) | 820년      | 821년      | 822년      | 823년      |
| 간지(干支) | 경자(庚子) | 신축(辛丑) | 임인(壬寅) | 계묘(癸卯) |

## 동시대 연호
| 이전 연호 전의(全義) | 중국의 연호 남조(南詔) | 다음 연호 보화(保和) |